# Dieter Mammel

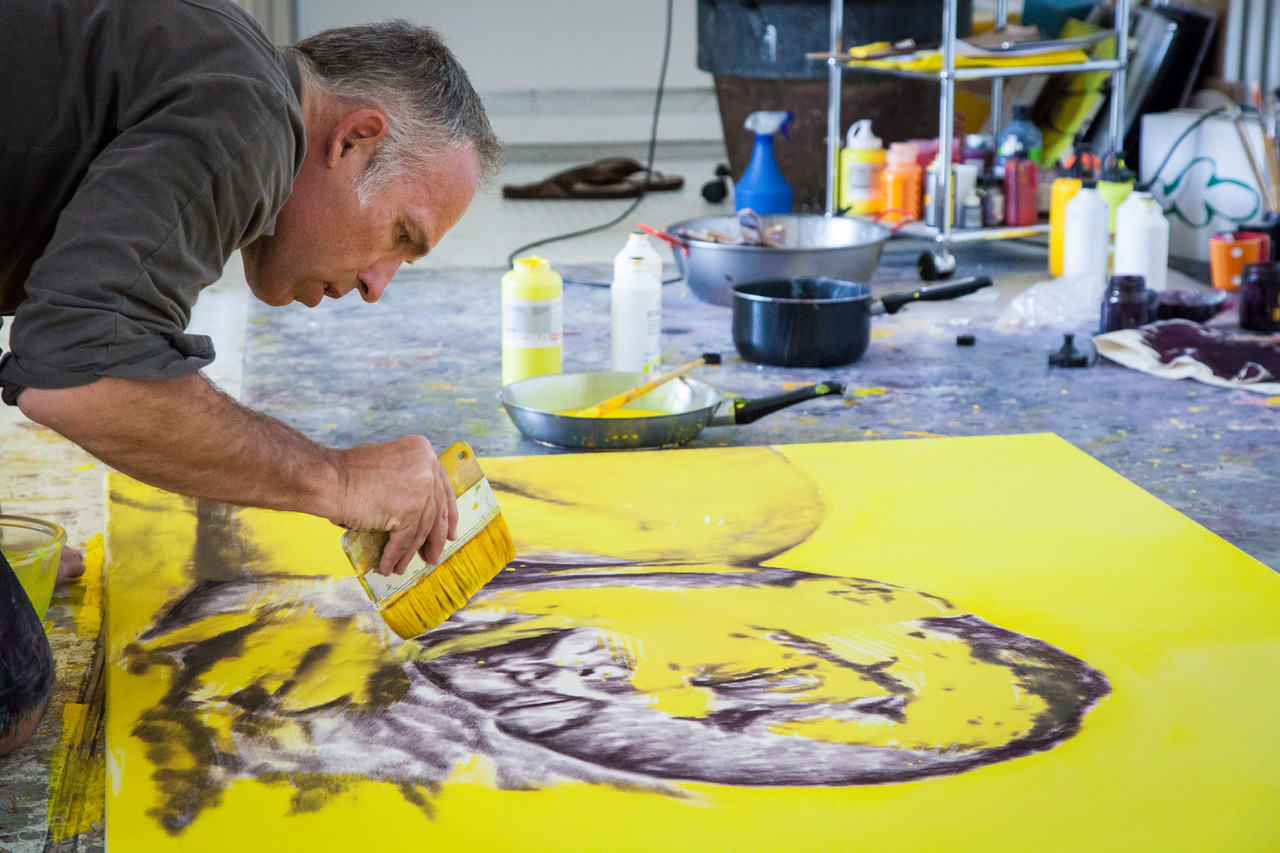
Dieter Mammel im Atelier, 2014

Dieter Mammel (* 1965 in Reutlingen) ist ein deutscher Maler und Zeichner.

## Leben
Mammel studierte von 1986 bis 1991 Malerei an den Kunstakademien in Stuttgart und Berlin mit Abschluss als Meisterschüler. Das „Villa Serpentara Stipendium“ der Akademie der Künste, Berlin, führte ihn 1991 und 1993 nach Italien. Von 1997 bis 2003 lehrte er Malerei und Kunstgeschichte an der Mediadesign Akademie, Berlin. Er erhielt 1995 und 2000 das Atelierstipendium des Berliner Kultursenats, 1997 das Karl-Hofer Stipendium und seit 2007 ein Atelier vom Kulturamt der Stadt Frankfurt am Main.
Ausstellungen seiner Bilder, Zeichnungen und Druckgrafiken u. a. im Martin-Gropius-Bau Berlin, in der Kunsthalle Göteborg, im Chelsea Art Museum NYC, im Kunstmuseum Bonn, im Kunstmuseum Reutlingen, im Leopold-Hoesch-Museum Düren, im Arthouse Tel Aviv, im Fukumitsu Art Museum Kyoto, in der Pinakothek Athen, im Ernst-Osthaus Museum Hagen, im Pera-Museum Istanbul und im Weltkulturenmuseum Frankfurt am Main.
Mammel entwickelt auch Videoinstallationen sowie Bühnenbilder für Sprech- und Tanztheater.
Er arbeitet als Maler und Filmemacher in Berlin und Frankfurt am Main.

## Werk

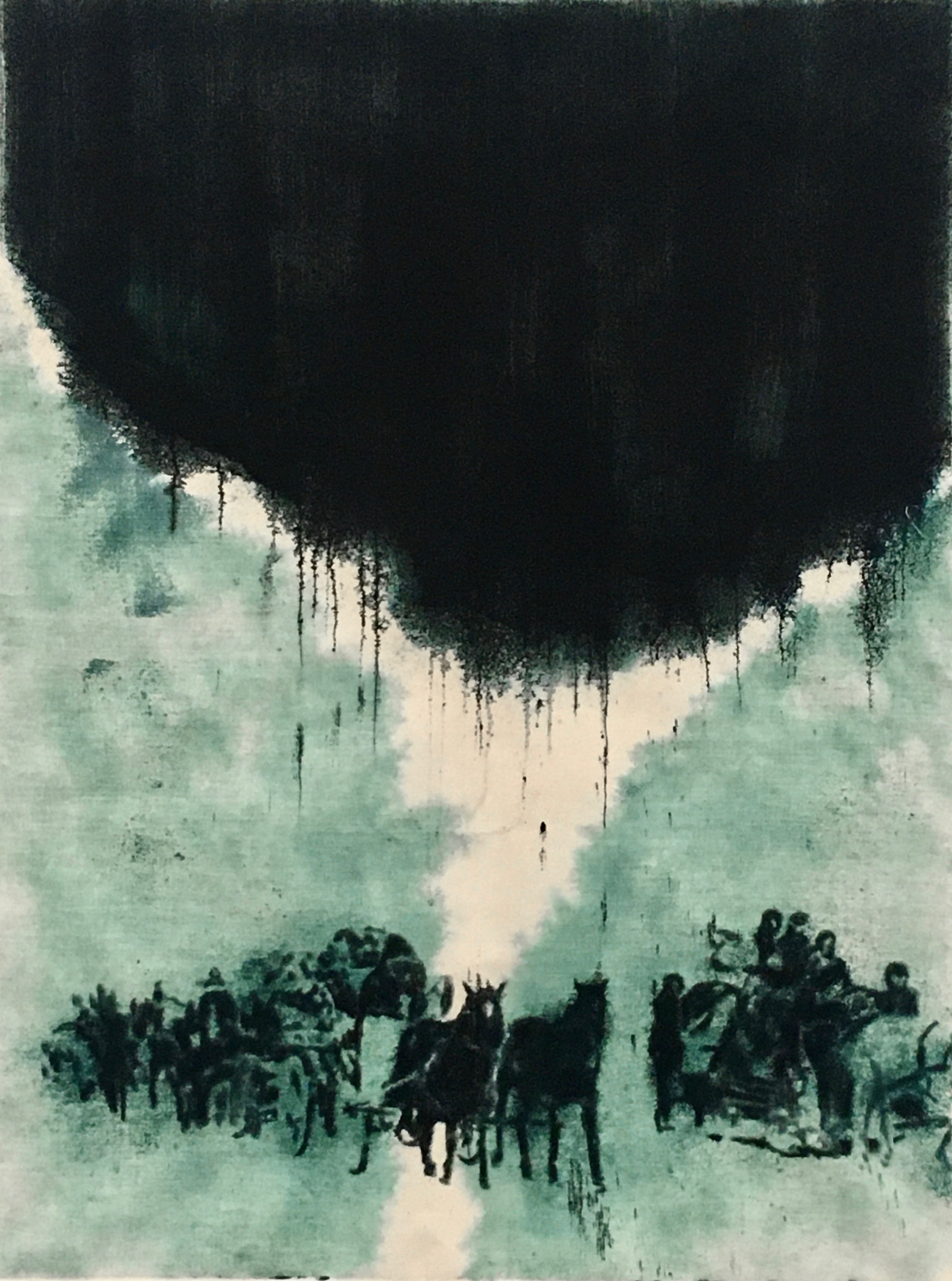
Black Sea, 2021

Dieter Mammels malerisches Werk ist geprägt von seiner speziellen Technik. All seine Arbeiten entstehen am Boden. Er verwendet rohe, großformatige Leinwände, die er zunächst komplett mit Wasser durchnässt, um dann mit Tusche, Gouache oder Aquarell das eigentliche Motiv darauf zu malen. Seine Werke werden durch das Zusammenspiel aus dem Herumlaufen um das Bild und der aufgetragenen Farbe, die durch die Nässe in sich verläuft – sich verzweigt zum Leben erweckt. Doch erst aus der Distanz heraus, erschließt sich beim Betrachten der riesigen Leinwände, das Motiv für den Betrachter. Aus der Nähe betrachtet, verlaufen Mammels Bilder zu einer Ansammlung farbiger Wassertropfen.
Dem Künstler geht es bei seinen Werken auch um Themen wie Nähe und Distanz. Überhaupt hat seine Kunst viel mit dem Thema Menschlichkeit und Menschsein zu tun. So bringt er 2017 mit seiner Ausstellung „Nah und Fern“ auf sensible und feinfühlige Art und Weise seine ganz eigene Gedankenwelt in Wechselwirkung zu den politischen Ereignissen unserer Zeit auf die Leinwand. Hier thematisiert er Suche, Flucht, Verortungen und die Reise des Menschen sowie die damit verbundenen Sehnsüchte nach Akzeptanz und Ankunft. Gezeigt werden z. B. Menschen, die gegen Wind und Wetter anrufen, in Wäldern eilen und verweilen oder sehnsüchtig in die Ferne blicken. Seine Charaktere stehen dabei einer blinden, lauten Wut von Inszenierung und Selbstüberhöhung gegenüber. Behutsam pendelt der Künstler zwischen jenen möglichen Seins-Zuständen und greift die feinen emotionalen Gemeinsamkeiten und Unterschiede von Extremen auf. Er liefert somit ein tiefsinniges Abbild seiner und unserer Welt.

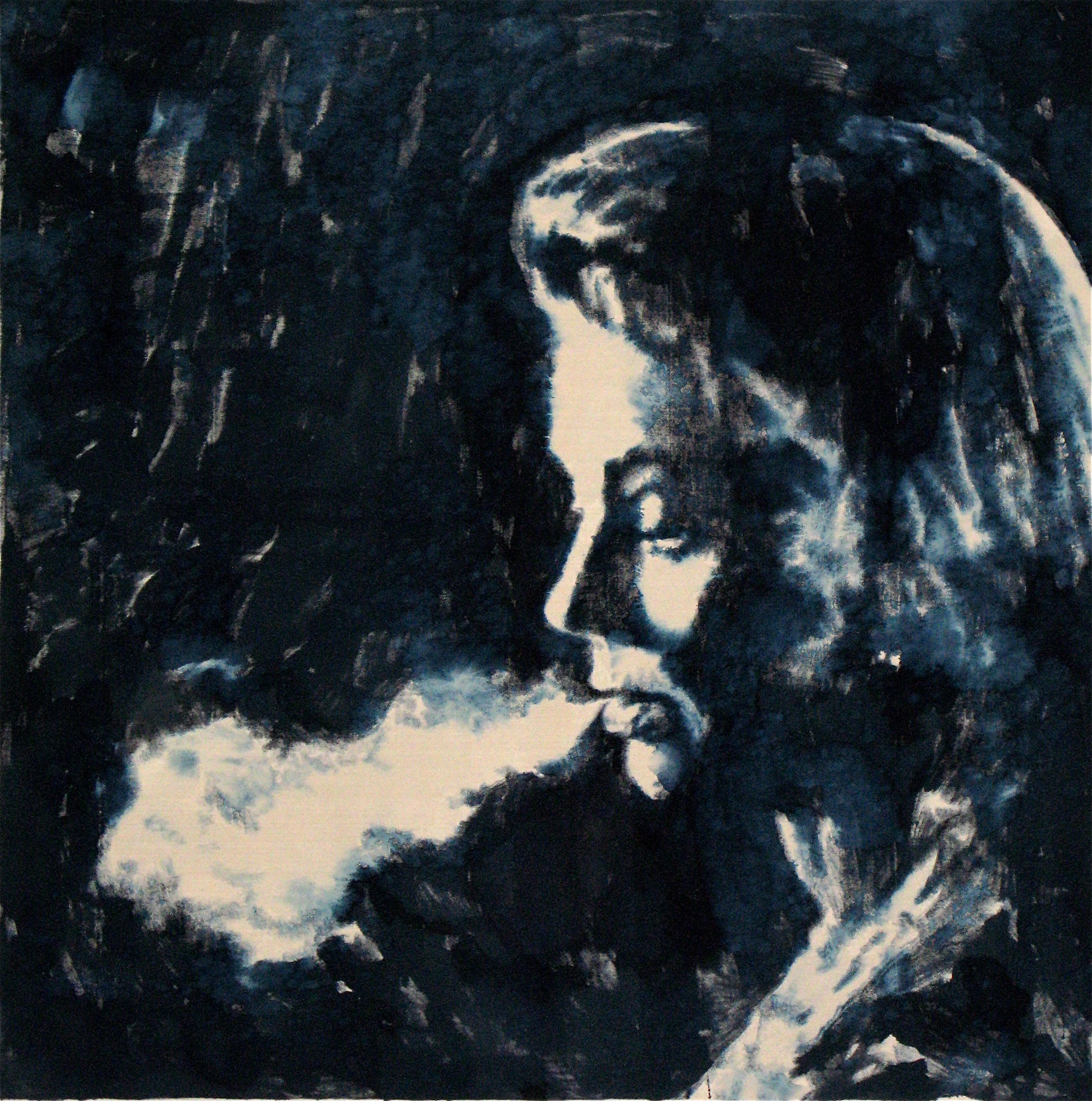
Wolke, 2013, Privatbesitz

Mammels Bilder entstehen anhand von Spiegelbild, Fotografie und Skizze und haben oft eher einen filmischen als malerischen Charakter an sich. So wird beispielsweise der cineastische Einfluss in seiner Ausstellung „Diven Zyklus“ aus dem Jahr 2015 deutlich. Hier zeigt Mammel bekannte Leinwand-Diven in ganz privaten Situationen – in Momenten, bevor sie auf die Bühne, bzw. „nach draußen gehen“. Der Maler greift hier wiederum ein menschliches Thema auf- das der Intimität. Für den Maler spiegelt sich hier auch ein Stück seiner eigenen Gefühlswelt wider. Indem er den Moment des Abkapselns der Diven von der Öffentlichkeit darstellt, porträtiert er damit auch ein Stück weit sich selbst. Diese Eigenschaft wohnt allen seinen Werken von Menschen inne, die er malerisch darstellt.

## Ausstellungen (Auswahl)

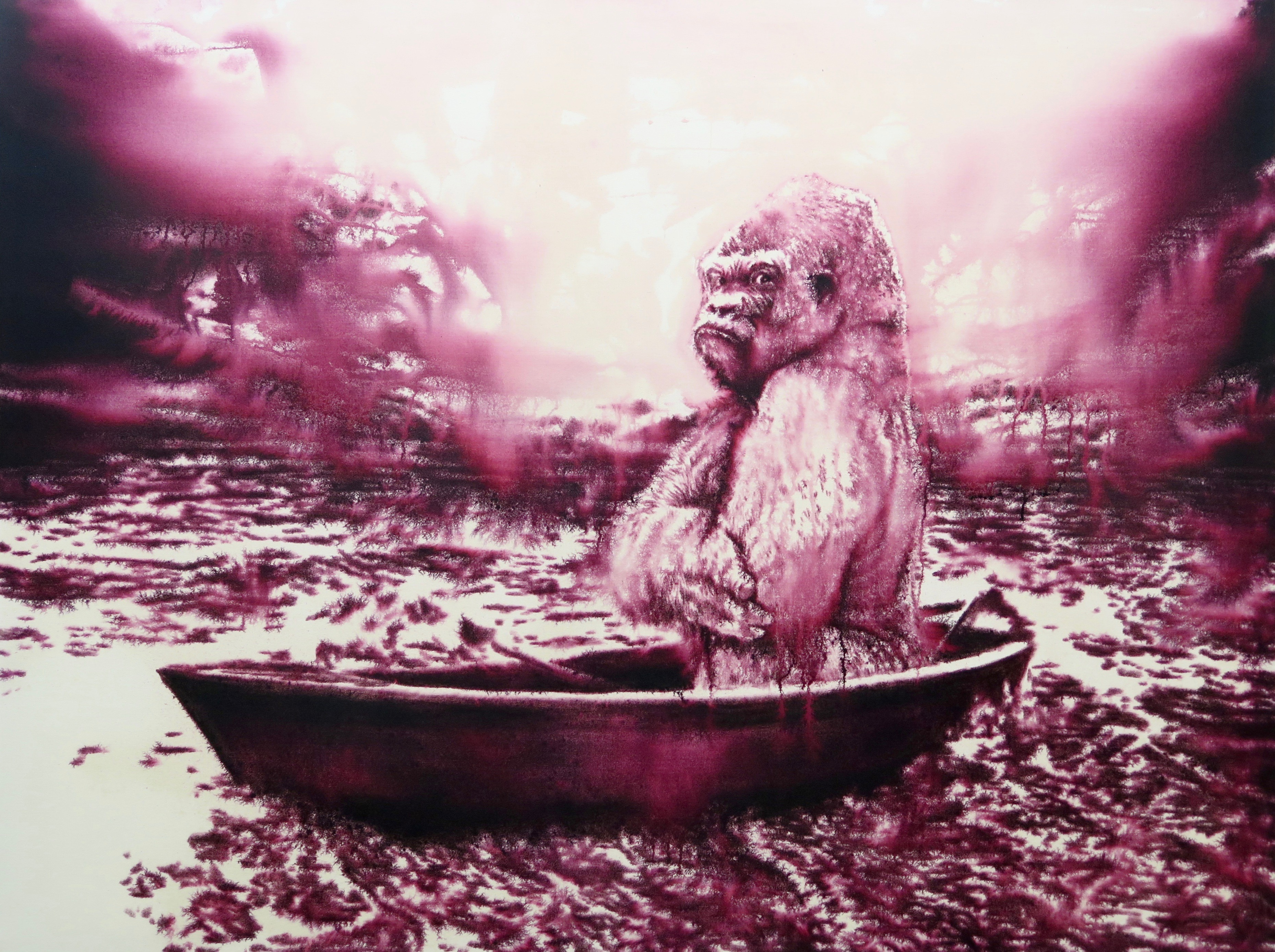
The Last One, 2017

- 2020 Galerie Hübner+Hübner, Frankfurt/Main[3]
- 2020 artloft.berlin, Berlin[4]
- 2018 Kunstmuseum Reutlingen[5]
- 2018 Galerie Hübner+Hübner, Frankfurt/Main
- 2016 Museum der Weltkulturen, Frankfurt / Main[6]
- 2016 Christopher Cutts Gallery, Toronto[7]
- 2016 Bogert Gallery, Knokke
- 2016 Corona Unger Galerie, Bremen
- 2015 Galerie Gerken, Berlin
- 2014 Lisa Norris Gallery, London
- 2010 Osthaus Museum Hagen[8]
- 2010 Pera-Museum, Istanbul
- 2010 Dagmar Schmidla Galerie, Köln
- 2009 Galerie Hübner & Hübner, Frankfurt
- 2009 Kunstverein Münsterland
- 2009 Kunstverein Kunsthaus Potsdam
- 2007 CAM Gallery, Istanbul
- 2007 Melanee Cooper Gallery, Chicago
- 2006 Thanassis Frissiras Gallery Athen
- 2006 Galleri Franz Pedersen, Horsens (Denmark)
- 2005 Pinakothek Athen
- 2004 Galerie Hübner, Frankfurt
- 2004 Kunstmuseum Reutlingen
- 2003 Kunstmuseum Bonn
- 2003 Galerie Seitz & Partner, Berlin
- 2003 Stiftung St. Matthäus, Kulturforum Berlin
- 2003 Museum Ostwall, Dortmund
- 2001 Galerie Seitz&Partner, Berlin
- 2001 Christopher Cutts Gallery, Toronto
- 2001 Monique Goldstrom Gallery, New York
- 2001 Galleria ScalArte Verona
- 2001 Galerie Insel, Stuttgart
- 2000 Oppert&Wellmann, Berlin,
- 2000 Galerie Maurits van de Laar, Den Haag
- 1999 Galerie Nils Schoenholtz, Hamburg
- 1999 Galerie 224, Laguna Beach, Los Angeles
- 1999 Goldstrom Gallery, New York
- 1998 Kunstverein Friedrichshafen, Friedrichshafen
- 1998 Goetheinstitut Krakau
- 1997 Hans-Thoma-Gesellschaft, Kunstverein Reutlingen
- 1997 Galerie Johannes Zielke, Berlin
- 1997 Kunsthalle Göteborg
- 1996 Galerie Studio Ghiglione, Genua
- 1996 Galerie Maurits van de Laar, Den Haag
- 1996 Goethe-Institut, Rotterdam
- 1993 Leopold-Hoesch-Museum, Düren
- 1993 Galerie Diferenca, Lissabon
- 1993 Goethe-Institut, Porto
- 1992 Albrecht-Dürer-Gesellschaft, Nürnberg
- 1991 Galerie Tilly Haderek, Stuttgart
- 1990 Universitätsmuseum, Leningrad
- 1988 Galerie Michael Hasenclever, München